# Xã Fairfield, Quận Highland, Ohio
Xã Fairfield (tiếng Anh: Fairfield Township) là một xã thuộc quận Highland, tiểu bang Ohio, Hoa Kỳ. Năm 2010, dân số của xã này là 3.764 người.